# Jour polaire (série télévisée)
Cet article concerne la série télévisée. Pour la période de l'année, voir Jour polaire.
Jour polaire (Midnattssol) est une série télévisée franco-suédoise en huit épisodes de 52 minutes créé par Måns Mårlind et Björn Stein (sv) diffusé entre le 23 octobre 2016 et le 11 décembre 2016 sur SVT1 en Suède et à partir du 28 novembre 2016 sur Canal+ en France.
En Suisse, le feuilleton est diffusé en simultané depuis le 28 novembre 2016 sur Canal+ Suisse et en Belgique, depuis le 31 décembre 2016 sur BeTV et depuis le 7 janvier 2017 sur Canvas. Néanmoins, il reste pour le moment inédit dans les autres pays francophones.

## Synopsis
En plein été arctique, Kiruna, une petite ville suédoise du cercle polaire, est frappée par le meurtre mystérieux et particulièrement violent d'un ressortissant français. Kahina Zadi, lieutenant de police de l'Office central français pour la répression des violences aux personnes (OCRVP) est envoyée sur place pour mener l'enquête avec la police locale et son flegmatique procureur, Anders Harnesk.

## Distribution

### Acteurs principaux
- Leïla Bekhti (VF : elle-même) : Kahina Zadi
- Gustaf Hammarsten (VF : Pierre Tessier) : Anders Harnesk

### Acteurs secondaires
- Peter Stormare (VF : Patrick Béthune) : Rutger Burlin
- Jakob Hultcrantz Hansson (VF : Éric Aubrahn) : Thorndahl
- Olivier Gourmet (VF : lui-même) : Alain Gruard
- Denis Lavant (VF : lui-même) : Pierre Carnot
- Richard Ulfsäter (VF : Fabrice Fara) : Thor
- Oscar Skagerberg (VF : Donald Reignoux) : Kristoffer Hanki
- Karolina Furberg (VF : Leslie Lipkins) : Jessika Harnesk
- Jessica Grabowsky (fi) (VF : Jessica Monceau) : Jenny Ann
- Editha Domingo (VF : Jade Nguyen) : Mabée
- Malin Persson (VF : Christèle Billault) : Linnea
- Anna Azcárate (VF : Isabelle Leprince) : Kajsa Burlin
- Pelle Heikkilä (fi) (VF : Xavier Béja) : Marko Helsing
- Albin Grenholm (sv) : Kimmo Rotå
- Göran Forsmark (sv) : Sparen Anderson
- Rodolphe Congé : Benoît
- Iggy Malmborg : Eddie Geatki
- Jérémy Corallo : Nadji Zadi
- Philippe du Janerand (VF : lui-même) : Éric Tardieu
- Maxida Märak (sv) (VF : Camille Donda) : Evelina Geatki
Version française
  - Société de doublage : Mediadub International[6],[7]
  - Direction artistique : Franck Louis[7]
  - Adaptation des dialogues : Aurélia Mathys et Franco Quaglia[7]

 Source et légende : version française (VF) sur RS Doublage et Doublage Séries Database

## Production

### Développement
En juin 2015, Canal+ annonce que Leïla Bekhti vient de commencer le tournage d'une nouvelle série en coproduction avec la chaîne suédoise SVT1.
En octobre 2015, la chaîne annonce la fin du tournage et dévoile que la série sera diffusée pour la fin de l'année 2016.
Le 7 novembre 2016, alors que la chaîne SVT1 a déjà entamé la diffusion suédoise de la série, Canal+ annonce que la série sera lancée en France le 28 novembre 2016 mais que l'intégralité de la saison sera disponible simultanément sur le service de vidéo à la demande myCanal.

### Tournage
Le tournage de la saison a eu lieu entre fin juin 2015 et début octobre 2015 à Kiruna en Laponie suédoise durant la période de l'année où le soleil ne se couche pas. Les scènes se déroulant en France ont été tournées à Paris.

### Fiche technique
- Titre français : Jour polaire
- Titre suédois : Midnattssol
- Titre anglais : Midnight Sun
- Création : Måns Mårlind et Björn Stein
- Direction artistique : Pernilla Olsson et Betsy Ångerman
- Costumes : Ulrika Sjölin
- Photographie : Erik Sohlström
- Musique : Nathaniel Méchaly
- Production : Marc Jenny et Jan Marnell
- Production exécutive : Stefan Baron, Olivier Bibas, Henrik Jansson-Schweizer, Patrick Nebout, Mikael Wallen et Christian Wikander
- Sociétés de production : Atlantique Productions, Nice Drama, Filmpool Nord, GMT Productions et Nordisk Film & TV Fond
- Sociétés de distribution : 
  - Suède : Sveriges Television (télévision) ; SF Studios (vidéo)
  - France : Groupe Canal+ (télévision) ; Studiocanal (vidéo)
- Pays d'origine :  France /  Suède
- Langue originale : suédois, français et anglais
- Format : couleur - 16:9 HD - son stéréo
- Genre : Thriller
- Durée : 52–55 minutes

 Sauf indication contraire, les informations mentionnées dans cette section peuvent être confirmées par la base de données cinématographiques IMDb,  présente dans la section « Liens externes ».

## Épisodes
1. Épisode 1 / Avsnitt 1
2. Épisode 2 / Avsnitt 2
3. Épisode 3 / Avsnitt 3
4. Épisode 4 / Avsnitt 4
5. Épisode 5 / Avsnitt 5
6. Épisode 6 / Avsnitt 6
7. Épisode 7 / Avsnitt 7
8. Épisode 8 / Avsnitt 8

## Sorties vidéo
| Intitulé du coffret | Nombre d'épisodes | Dates de sortie  | Dates de sortie  | Nombre de disques                                            | Société de distribution                 |
| Intitulé du coffret | Nombre d'épisodes | Suède (Zone 2)   | France (Zone 2)  | Nombre de disques                                            | Société de distribution                 |
| ------------------- | ----------------- | ---------------- | ---------------- | ------------------------------------------------------------ | --------------------------------------- |
| Jour polaire        | 8                 | 13 décembre 2016 | 20 décembre 2016 | 2 (Suède, Blu-ray) 3 (Suède, DVD) 3 (France, DVD et Blu-ray) | SF Studios (Suède) Studiocanal (France) |